# Musikjahr 1852
Liste der Musikjahre

◄◄ | ◄ | 1848 | 1849 | 1850 | 1851 | Musikjahr 1852 | 1853 | 1854 | 1855 | 1856 | ► | ►►

Weitere Ereignisse
Dieser Artikel behandelt das Musikjahr 1852.

## Ereignisse
- 12. Januar: Das klassizistische Teatro Santa Elisabetta in Messina, acht Jahre später in Teatro Vittorio Emanuele II umbenannt, wird eröffnet.
- 15. August: Uraufführung des Magnificat, WAB 24, für gemischten Chor und Solisten, Orchester und Orgel im Stift Sankt Florian.

### Instrumental- und Vokalmusik

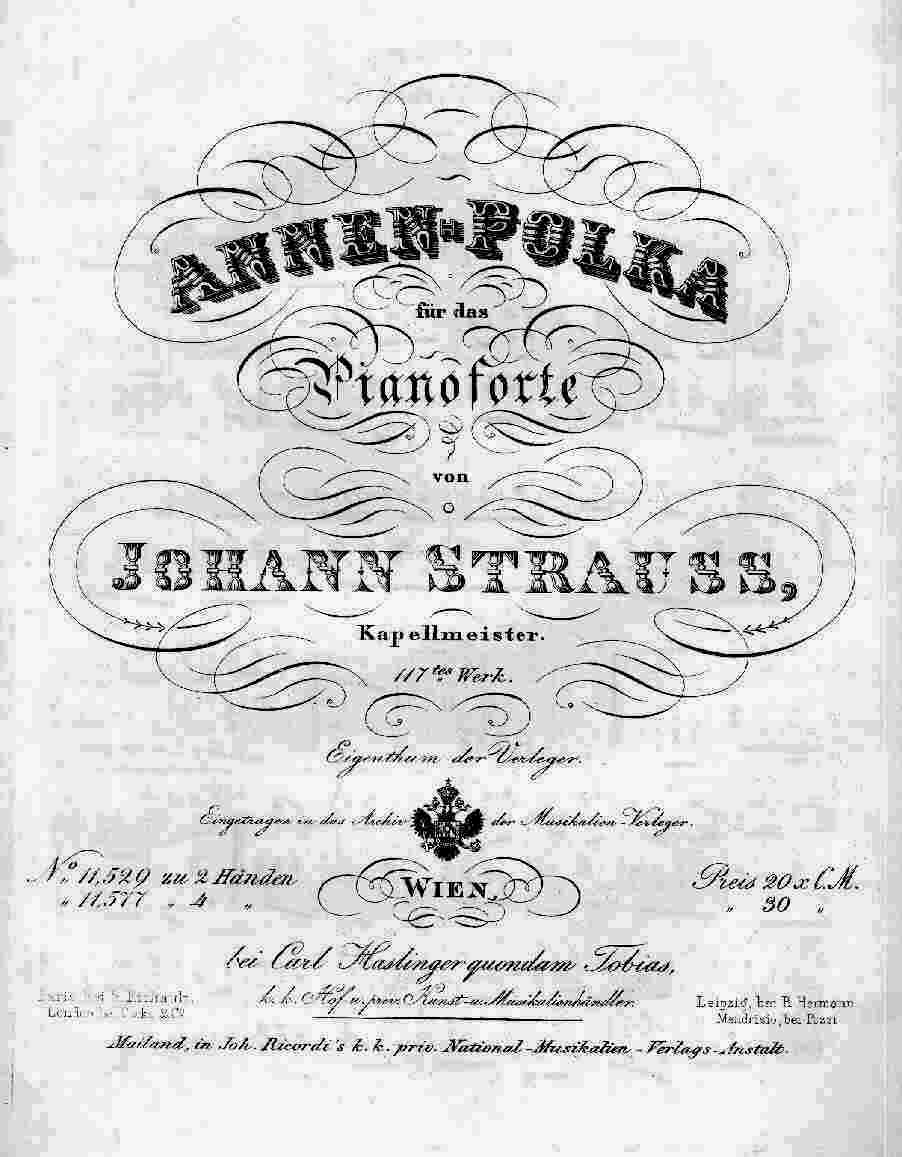
Titelseite des Annen-Polka von Johann Strauss (Sohn)

- Johannes Brahms: Klaviersonate fis-moll op. 2
- Anton Bruckner: Kantate Heil, Vater! Dir zum hohen Feste!, WAB 61; zwei Totenlieder, WAB 47/1 und 47/2
- Friedrich von Flotow: Jubelouverture F-Dur
- Niels Wilhelm Gade: Sinfonie Nr. 5 d-Moll mit Klavier op. 25
- Camille Saint-Saëns: 3 Morceaux pour Harmonium op. 1
- Henryk Wieniawski: Première polonaise de concert D-Dur, Karol Lipiński gewidmet op. 4; Adagio élégiaque A-Dur, Adolf Haaren gewidmet op. 5; Capriccio-Valse E-Dur op. 7; Grand duo polonais, für Violine und konzertantes Klavier op. 8; Romance sans paroles et Rondo élégant, Maximilian von Bayern gewidmet op. 9; 1. Violinkonzert in fis-Moll, dem König von Preußen gewidmet op. 14
- Anton Grigorjewitsch Rubinstein: Cellosonate Nr. 1 D-dur op. 18; Melodie in F (Klavierstück) op. 3/1
- Robert Schumann: Bunte Blätter, op. 99
- Johann Strauss (Sohn): Fünf Paragraphe aus dem Walzer-Codex op. 105; Die Unzertrennlichen (Walzer) op. 108; Liebeslieder (Walzer) op. 114 (Uraufführung: 18. Juni); Lockvögel (Walzer) op. 118; Volkssänger (Walzer) op. 119; Harmonie-Polka op. 106; Electro-magnetische-Polka op. 110; Blumenfest-Polka op. 111; Annen-Polka op. 117; Zehner-Polka op. 121; Großfürsten-Marsch op. 107; Sachsen-Kürassier-Marsch op. 113; Wiener Jubel-Gruß-Marsch op. 115; Tête-à-Tête-Quadrille op. 109; Melodien-Quadrille op. 112; Hofball-Quadrille op. 116; Nocturne-Quadrille op. 120

### Musiktheater
- 25. Januar: Uraufführung der Oper Austin von Heinrich Marschner im Hoftheater Hannover
- 20. Februar: Die komische Oper Waldblume von Johann Friedrich Kittl hat ihre Uraufführung.
- 21. Februar: Die Uraufführung der Opéra-comique La poupée de Nuremberg (Die Nürnberger Puppe) von Adolphe Adam erfolgt an der Opéra-Comique in Paris. Das Libretto stammt von Adolphe de Leuven und Arthur de Beauplan. In Deutschland ist sie in der Übersetzung von Ernst Pasqué erstmals am 26. November in Berlin zu sehen.
- 02. März: La Tradita, ein Melodramma in vier Akten von Gualtiero Sanelli, wird im Teatro La Fenice in Venedig uraufgeführt.
- 06. März: Die Oper The Sicilian Bride von Michael William Balfe wird am Theatre Royal Drury Lane in London uraufgeführt.
- 19. März: Die Uraufführung der Oper Le farfadet von Adolphe Adam findet an der Opéra-Comique in Paris statt.
- 29. März: Uraufführung der Posse mit Gesang Kampl von Johann Nestroy mit der Musik von Carl Binder im Carl-Theater in Wien.
- 23. Juni: Uraufführung der Oper La festa di Piedigrotta von Luigi Ricci in Neapel (Teatro Nuovo)
- 04. September: Die Uraufführung der Oper Si j’étais roi (Wenn ich König wär’) von Adolphe Adam auf das Libretto von Adolphe d’Ennery und Jules-Henri Brésil erfolgt am Théâtre-Lyrique in Paris.
- 21. Dezember: Die Oper Marco Spada von Daniel-François-Esprit Auber nach einem Libretto von Eugène Scribe wird in der Opéra-Comique in Paris uraufgeführt.
- 29. Dezember: Uraufführung des Balletts Orfa von Adolphe Adam in Paris.
- 30. Dezember: Uraufführung der Bühnenmusik La Faridondaine von Adolphe Adam und Louis Adolphe de Groot in Paris, Porte St. Martin.

### Weitere Werke
- Fromental Halévy: Le Juif errant (Oper)
- François Bazin: Madelon (Oper)
- Albert Grisar: Le Carillonneur de Bruges
- Franz Lachner: König Ödipus (Schauspielmusik)
- Charles Gounod: Ulysse (Schauspielmusik); Le bourgeois gentilhomme (Der Bürger als Edelmann) (Schauspielmusik)
- Fredrik Pacius: König Karls Jagd (Oper)
- Anton Grigorjewitsch Rubinstein: Kulikovskaja bitva (‚Die Schlacht auf dem Kulikowo-Feld‘) (Oper in drei Akten). Die Uraufführung fand in St. Petersburg statt.

## Geboren

### Januar bis Juni
- 05. Januar: Franjo Vilhar Kalski, kroatischer Komponist († 1928)
- 26. Januar: Frederick Corder, englischer Komponist († 1932)
- 31. Januar: Alfredo Napoleão, portugiesischer und brasilianischer Komponist und Pianist († 1917)
- 09. Februar: Uso Seifert, deutscher Organist, Kantor und Komponist († 1912)

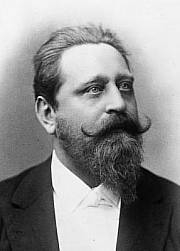
Josef Bayer; * 6. März

- 06. März: Josef Bayer, österreichischer Komponist († 1913)
- 05. April: Franz Eckert, deutscher Komponist († 1916)
- 14. April: Henrique Oswald, brasilianischer Komponist († 1931)
- 22. April: Domènec Sánchez i Deyà, katalanischer klassischer Violinist, Komponist und Musikpädagoge († 1925)
- 29. April: Vicent Costa i Nogueras, katalanischer Komponist und Pianist († 1919)
- 06. Mai: Viktor Gluth, deutscher Komponist und Musikpädagoge († 1917)
- 21. Mai: Johann Nowotny, böhmischer Komponist und Militärkapellmeister († 1896)
- 22. Mai: Émile Sauret, französischer Violinvirtuose und Komponist († 1920)
- 05. Juni: Elkan Bauer, österreichischer Komponist († 1942)
- 15. Juni: Otto Petersilie, deutscher Orgelbauer († 1928)

### Juli bis Dezember
- 01. Juli: Marija Romanowytsch, ukrainische Schauspielerin und Operettensängerin († um 1933)
- 03. Juli: Rafael Joseffy, ungarischer Pianist und Musikpädagoge († 1915)
- 12. Juli: August Glück, deutscher Musiklehrer, Pianist, Organist und Komponist († 1914)
- 01. September: Georg Conrad von der Goltz, preußischer General der Infanterie und Komponist († 1930)

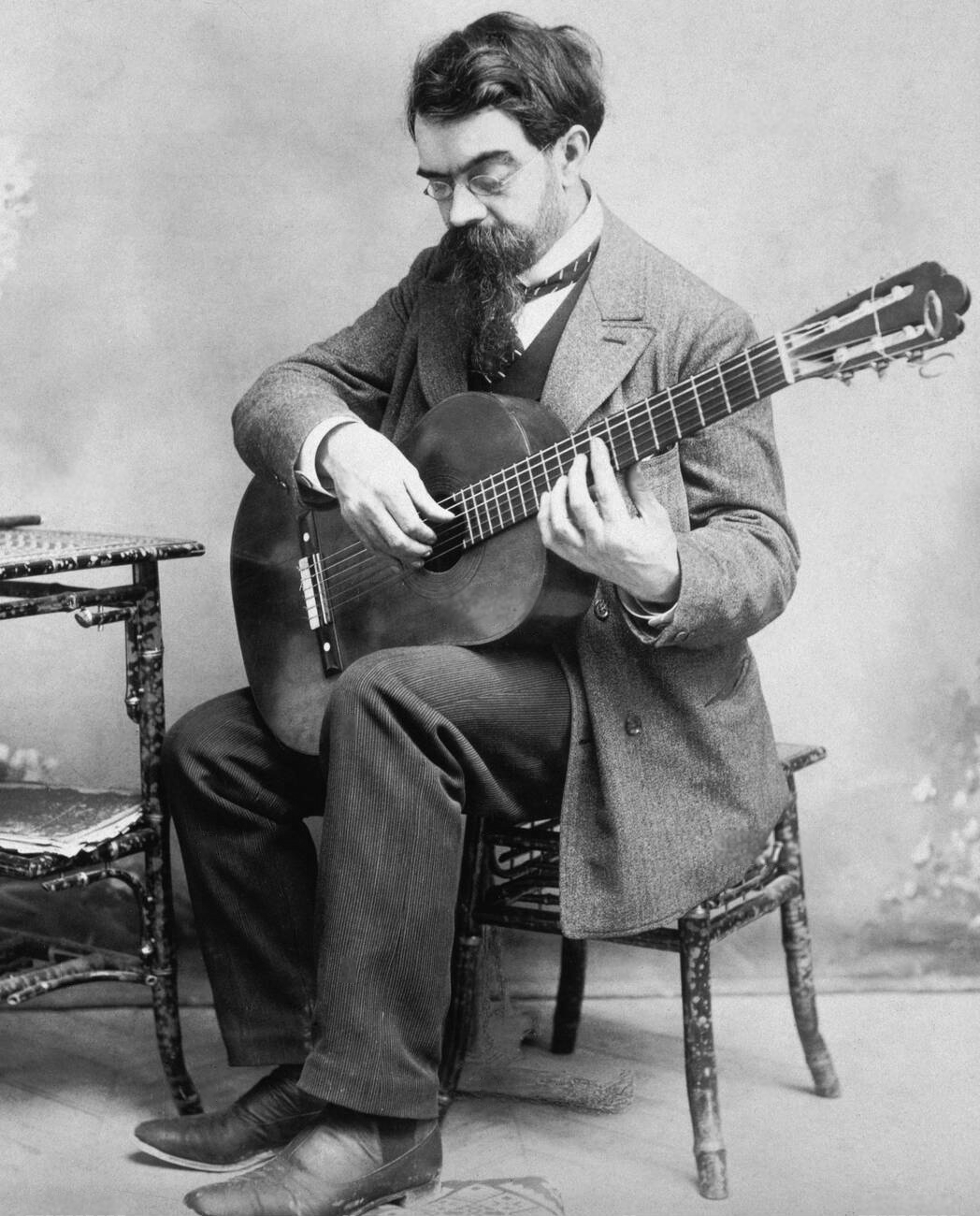
Francisco Tárrega; * 21. November

- 04. September: Edoardo Mascheroni, italienischer Dirigent und Komponist († 1941)
- 06. September: Mila Kupfer-Berger, österreichische Opernsängerin und Gesangspädagogin († 1905)
- 30. September: Charles Villiers Stanford, irischer Komponist († 1924)
- 30. Oktober: Jakob Ludwig Bruhns, deutscher Weinhändler und Komponist († 1923)
- 21. November: Francisco Tárrega, spanischer Gitarrist und Komponist († 1909)
- 22. November: Max Hieber, deutscher Geiger, bayerischer Hofmusiker und Professor († 1914)
- 25. November: Paul Hillemacher, französischer Komponist und Pianist († 1933)
- 18. Dezember: Frederico Nascimento, portugiesisch-brasilianischer Cellist und Musikpädagoge († 1924)

### Genaues Geburtsdatum unbekannt
- Louis Allard, französischer Posaunist und Musikpädagoge († 1940)
- Minnie Walton, australisch-amerikanische Sängerin und Schauspielerin († 1879)

## Gestorben
- 27. Januar: Friedrich Gruhl, deutscher Kupferschmied und Glockengießer (* 1778)

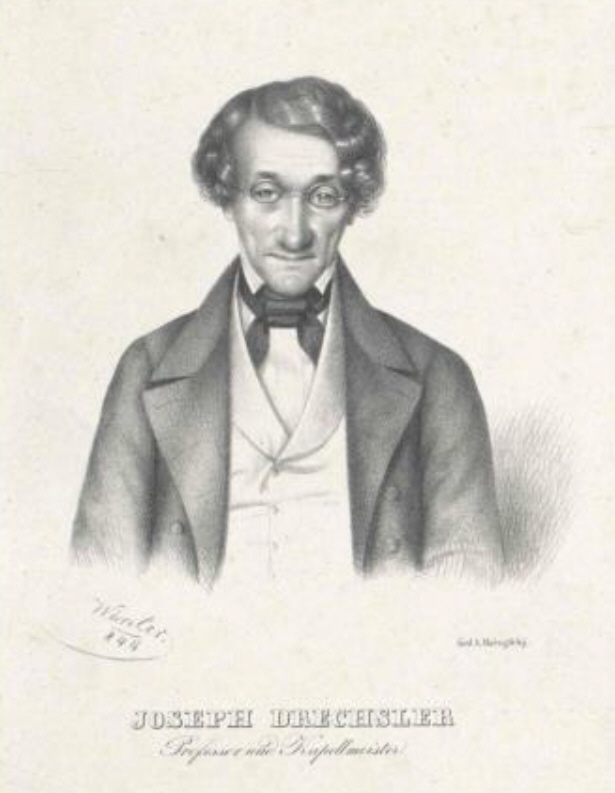
Josef Drechsler; † 27. Februar

- 27. Februar: Joseph Drechsler, österreichischer Komponist und Musikpädagoge (* 1782)
- 23. Mai: Georg Jakob Strunz, deutscher Musiker und Komponist (* 1781)
- 05. Juni: Tomasz Napoleon Nidecki, polnischer Komponist (* 1807)
- 01. Juli: Peter Überbacher, österreichischer Orgelbauer (* 1789)
- 28. August: Thekla Batkova, tschechische Opernsängerin und Gesangslehrerin (* 1764)
- 31. August: Johann Jakob Mayer, deutscher lutherischer Geistlicher, Kirchenlieddichter und Chronist (* 1769)
- 20. September: Anton Weidinger, österreichischer Trompeter und Trompetenbauer (* 1766)
- 28. September: Johann Friedrich Schwencke, deutscher Organist und Komponist (* 1792)
- 17. Oktober: Anton Gräffer, österreichischer Musikschriftsteller, Komponist und Gitarrist (* 1786)
- 16. November: Georg Michael Kemlein, deutscher Komponist und Kantor (* 1785)
- 18. November: Anton Bernhard Fürstenau, deutscher Flötist und Komponist (* 1792)
- 28. November: Henriette Grabau-Bünau, Sängerin und erste Lehrerin am Leipziger Konservatorium (* 1805)
- 13. Dezember: Edward Seguin, US-amerikanischer Opernsänger und Impresario (* 1809)
- 15. Dezember: Józef Damse, polnischer Komponist (* 1789)
- 16. Dezember: Christoph Friedrich Görges, deutscher Kantor und Schriftsteller (* 1776)